# Sarah Collings
Sarah Collings (1978) es una deportista británica que compitió en natación, especialista en el estilo libre.
Ganó dos medallas de bronce en el Campeonato Europeo de Natación en Piscina Corta, en los años 1996 y 1998.

## Palmarés internacional
| Campeonato Europeo en Piscina Corta | Campeonato Europeo en Piscina Corta | Campeonato Europeo en Piscina Corta | Campeonato Europeo en Piscina Corta |
| Año                                 | Lugar                               | Medalla                             | Prueba                              |
| ----------------------------------- | ----------------------------------- | ----------------------------------- | ----------------------------------- |
| 1996                                | Rostock (Alemania)                  | Medalla de bronce                   | 800 m libre                         |
| 1998                                | Sheffield (Reino Unido)             | Medalla de bronce                   | 800 m libre                         |